# 大邱體育場
大邱體育場（韓語：대구월드컵경기장）是一座大型足球場，位於韓國大邱廣域市壽城區。

## 歷史

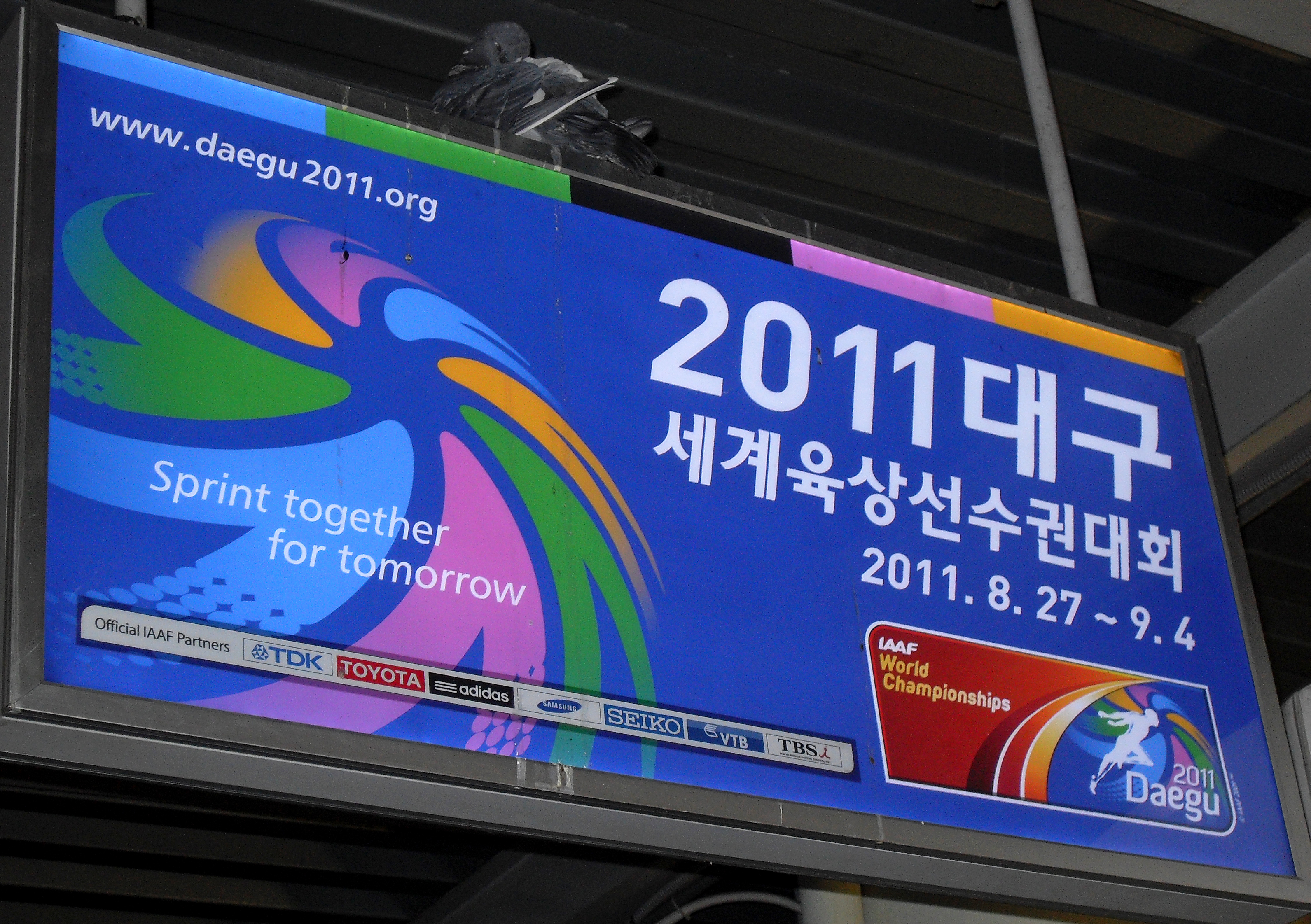
体育场里的2011年世界田徑錦標賽海报

1997年7月，球場正式動工興建；2001年5月完工，同年6月28日开放。成本為USD$2億6千5百萬。球場曾為K聯賽球隊FC大邱的主場，可以容納65,754觀眾。
球場亦曾經是2002年世界盃的其中一個比賽場地。
2011年8月27日至9月4日，2011年世界田徑錦標賽在此球場舉行。

## 2002年世界盃
球場亦曾經是2002年世界盃的其中一個比賽場地。
| 日期          | 球隊       | 比數 | 球隊     | 圈     |
| ------------- | ---------- | ---- | -------- | ------ |
| 2002年6月6日  | 丹麦       | 1-1  | 塞内加尔 | A組    |
| 2002年6月8日  | 斯洛維尼亞 | 0-1  | 南非     | B組    |
| 2002年6月10日 |            | 1-1  | 美国     | D組    |
| 2002年6月29日 |            | 2-3  | 土耳其   | 季軍戰 |

## 外部連結
- WorldStadiums.com entry

35°49′47.2″N 128°41′25.1″E / 35.829778°N 128.690306°E